# Derolus fulgens
Derolus fulgens es una especie de escarabajo longicornio del género Derolus, tribu Cerambycini, subfamilia Cerambycinae. Fue descrita científicamente por Holzschuh en 2005.

## Descripción
Mide 10,8-17,3 milímetros de longitud.

## Distribución
Se distribuye por Malasia y Filipinas.